# Cry (album Simple Minds)
Cry è il tredicesimo album in studio del gruppo musicale britannico Simple Minds.
È stato pubblicato il 1º aprile 2002, anche se su internet era già circolato parecchie settimane prima.

## Tracce
1. Cry
2. Spaceface
3. New Sunshine Morning
4. One Step Closer
5. Face in the Sun
6. Disconnected
7. Lazy Lately
8. Sugar
9. Sleeping Girl
10. Cry Again
11. Slave Nation
12. The Floating World

## Classifiche
| Classifica (2002) | Posizione massima |
| ----------------- | ----------------- |
| Belgio (Fiandre)  | 18                |
| Belgio (Vallonia) | 16                |
| Francia           | 94                |
| Germania          | 38                |
| Italia            | 14                |
| Paesi Bassi       | 56                |
| Regno Unito       | 80                |
| Svizzera          | 35                |